# Masneroma angulifera
Masneroma angulifera is een vliesvleugelig insect uit de familie Eurytomidae. De wetenschappelijke naam is voor het eerst geldig gepubliceerd in 1983 door Boucek.